# Erwin Müller-Hartmann
Erwin Müller-Hartmann (* 14. Mai 1941 in Köln; † 11. Januar 2020) war ein deutscher Physiker und Professor für Theoretische Physik an der Universität zu Köln.
Erwin Müller-Hartmann promovierte 1968 an der Universität zu Köln zum Thema „Einelektronen-Eigenschaften des s-d-Austausch-Modells für verdünnte magnetische Legierungen“. 1971 habilitierte er ebenda. 1974 übernahm er eine ordentliche Professur für Theoretische Physik an der Universität zu Köln.
Schwerpunkt seiner wissenschaftlichen Arbeit war die Theoretische Festkörperphysik, insbesondere die Theorie korrelierter Elektronensysteme und des Kondo-Effekts, und die Statistische Physik. Müller-Hartmann war Mitherausgeber wichtiger internationaler Zeitschriften der Physik, u. a. der Zeitschrift für Physik B (1996–1997) und des European Physical Journal B (1998–2004). Er war Herausgeber eines Buches zur Geschichte der Physik in Japan
sowie der deutschen Übersetzungen zweier Bücher japanischer Nobelpreisträger, der Biographie Tabibito-Ein Wanderer
von Hideki Yukawa und des Sammelbandes Welt im Spiegel von Shin'ichiro Tomonaga.
Müller-Hartmann wurde am 20. Januar 2020 auf dem Südfriedhof in Köln-Zollstock beigesetzt.